# Китовые шлюхи
«Китовые шлюхи» (англ. Whale Whores) — 11-я серия 13-го сезона мультсериала «Южный парк», номер эпизода 192. Премьера состоялась на канале Comedy Central в США 28 октября 2009 года. В эпизоде Стэн присоединяется к антикитобойной команде, чтобы спасать дельфинов и китов от японских китобоев.
Автором сценария и режиссёром серии является сооснователь сериала Трей Паркер. Эпизод получил рейтинг TV-MA L (содержит ненормативную лексику) в Соединённых Штатах. «Китовые шлюхи» обращаются к теме японского китобойного промысла, осуждая как китобоев, так и активистов, которые борются против них. Этот эпизод пародирует телесериал «Китовые войны» и его главного героя Пола Уотсона, экологического активиста, который занимает видное место в данной серии.
В ответ на эпизод Пол Уотсон сказал, что он не обиделся на то, как его изобразили; напротив, он рад, что шоу донесло вопрос о незаконном китобойном промысле до широкой аудитории. Серия также содержит ссылки на шоу «Смертельный улов» и песню Леди Гаги «Poker Face», которую исполняет Картман во время игры Rock Band. Эпизод «Китовые шлюхи» был выпущен на дисках в формате DVD и Blu-ray вместе с остальными тринадцатью сериями сезона 16 марта 2010 года. Этот эпизод был номинирован на премию Genesis, но проиграл эпизоду Dog Gone телешоу «Гриффины».

## Сюжет
Семья Маршей проводит девятый день рождения Стэна в океанариуме в Денвере. Маршам нравится общение с обученными дельфинами афалинами. Но в этот момент японцы, вооруженные гарпунами, вдруг атакуют дельфинарий и убивают всех дельфинов. Японские нападения происходят и в других океанариумах, а также во время игры NFL, где они убивают членов футбольной команды Майами Долфинс. Стэн просит своих друзей Кайла, Картмана и Кенни помочь ему в деле спасения дельфинов и китов от японцев. Кайл говорит, что они не могут изменить взгляды Японии по этому вопросу. Картман и Кенни тем временем больше заинтересованы в игре Rock Band, говоря, что им «наплевать на долбанутых китов». В конце концов, Баттерс сообщает Стэну о телевизионном шоу «Китовые войны», заявив, что они набирают добровольцев, чтобы помочь им. Видя в этом свой шанс, Стэн принимает совет Баттерса и присоединяется к капитану Полу Уотсону и его экипажу на борту судна Sea Shepherd. Но он в негодовании от их способа борьбы, а именно бросания «вонючего масла» в японских китобоев в попытке остановить их. После того, как японские китобои убивают Уотсона с помощью гарпуна, Стэн топит их корабль, зажигая ёмкости с топливом из ракетницы. Стэн становится новым капитаном и ведет более успешную кампанию противодействия японскому китобойному промыслу, используя более агрессивные методы. Экипаж приглашается на интервью Ларри Кингу, который описывает Пола Уотсона, как «неорганизованную, некомпетентную продажную шлюху, который считал, что можно врать если это служит благой цели», а также задаёт вопросы Стэну правда ли, что он намеревался поднять рейтинги шоу с помощью насилия. Стэн отвергает обвинения и заявляет, что он заинтересован лишь в сохранении китов, а не в рейтингах.
Из-за желания попасть на телевидение, Картман и Кенни присоединиться к экипажу судна под ложным предлогом спасения китов. После их короткой стычки с капитаном Сигом Хансеном и его командой из шоу «Смертельный улов», на судно Стэна нападают японские пилоты-камикадзе. Погибает весь экипаж Китовых войн, за исключением Стэна, Картмана и Кенни. Их берёт в плен японский катер и привозит в Японию, где император Акихито говорит им, что это всё месть за бомбардировку Хиросимы, это основной мотив для охоты на китов со стороны Японии. Он показывает им фотографию, предоставленную Японии Соединенными Штатами после бомбардировки, самолёта Enola Gay, который пилотируют дельфин и косатка. По его словам, Япония была так благодарна американцам за эту фотографию, что они прекратили войну. Зная, что фотография является подделкой, Стэн решает раскрыть правду о взрыве, но Картман напоминает ему, что японцы стремятся уничтожить всех причастных к бомбардировке. Утверждая, что правительство США разрешило ему показать «оригинал» снимка, Стэн представляет премьер-министру Юкио Хатояма и другим японским чиновникам новую версию фотографии, где Enola Gay управляют корова и курица (фото создано Кайлом, которому Стэн смог позвонить заранее). Японская сторона приходит в ярость, так как коровы и курицы изменили исходную фотографию, подставив невинных китов и дельфинов. Японцы соглашаются прекратить китобойный промысел, и начинают забой коров и кур, штурмуя домашние хозяйства с животными. Эпизод заканчивается тем, что Рэнди поздравляет Стэна, так как он сделал японцев «нормальными, как и мы».

## Тематика

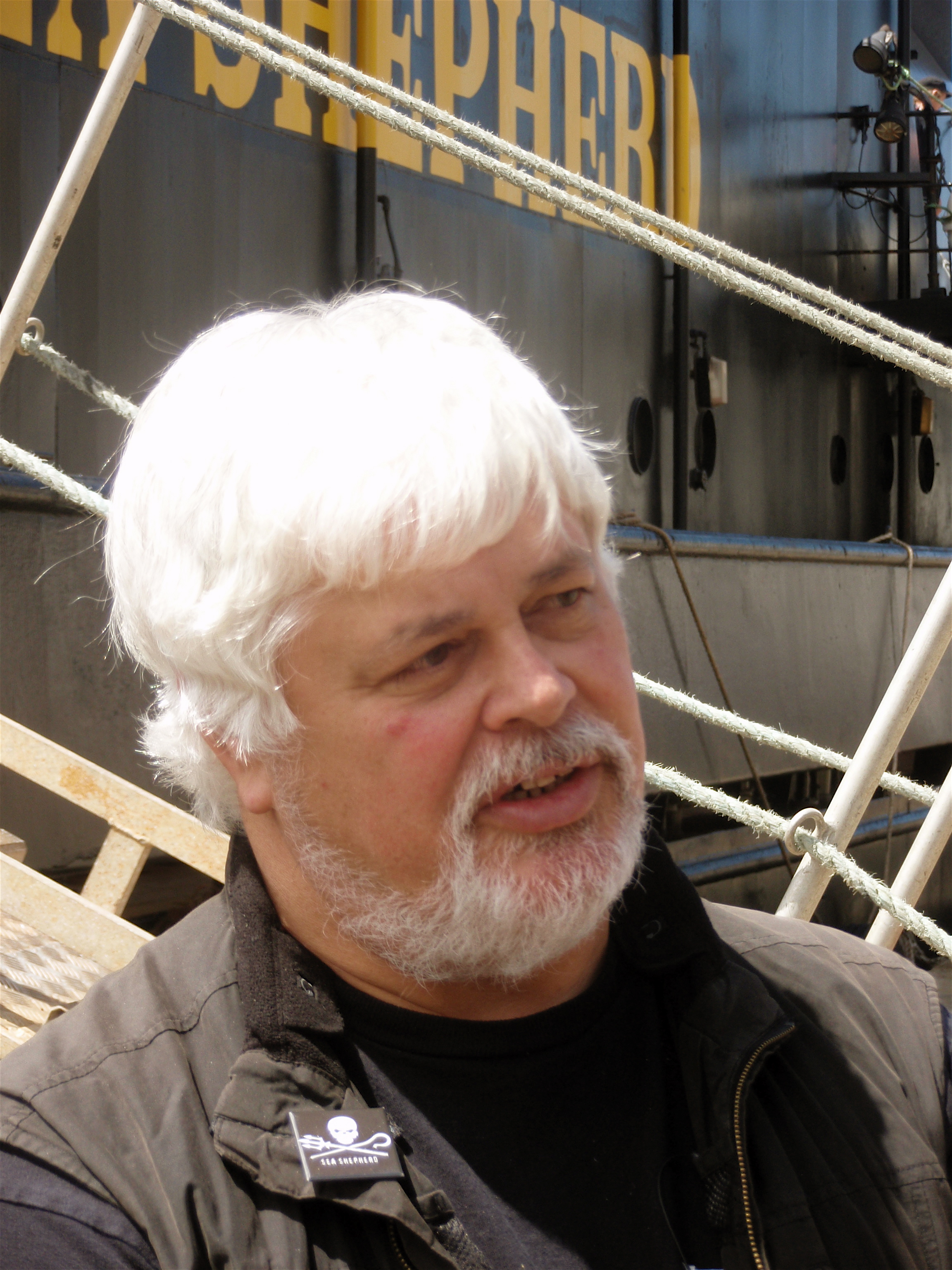
Пол Уотсон (на снимке), экологический активист и звезда реалити-шоу Китовые войны, был спародирован в «Китовых шлюхах»

«Китовые шлюхи» рассматривают споры вокруг японского китобойного промысла, который были предметом пристального внимания средств массовой информации. Эпизод в равной степени осуждает все стороны, участвующие в противостоянии, в том числе японских китобоев и активистов, которые борются против них. Нападение японцев на дельфинов в океанариуме Денвера по некоторым мнениям подчёркивает связь между посещением дельфинов в дельфинариях и реальностью, в которой морские обитатели дикой природы ловятся и убиваются для нужд дельфинариев. «Китовые шлюхи» критически относится к практике охоты на китов, изображая примитивные характеристики китобоев.
Также эпизод едко высмеивает защитников прав животных и активиста-эколога Пола Уотсона и его реалити-шоу на Animal Planet «Китовые войны». Уотсон подвергается широкой критике за его методы противодействия охоте на китов, когда они атакуют и выводят из строя японские и норвежские китобойные суда. Серия «Китовые шлюхи» представляет Уотсона и его шоу таким образом, что основная их деятельность — это попытки заручиться вниманием средств массовой информации за счёт показухи, при этом не делая ничего продуктивного.
Серия в сатирической манере иронизирует над «Китовыми войнами» в их попытках представить обычную деятельность на корабле в качестве драматического шоу на телевидении. Это, например, демонстрируют кричащие заголовки газет после того, как Стэн берет командование на корабле Уотсона: «Новый капитан превратил слабаков в настоящих пиратов» и «Китовые войны стали интереснее: Там реально что-то происходит». Уотсон изображён крайне нелестно и с физической стороны. Его живот слишком толстый, и футболка не полностью его покрывает. «Китовые шлюхи» также критикуют то, что Уотсон позволяет себе извращать истину для достижения собственных целей. Это особенно ярко показано во время вымышленного интервью с Ларри Кингом, который называет Уотсона «неорганизованной, некомпетентной продажной шлюхой, который считал, что можно врать, если это служит благой цели». Тот факт, что «Китовые войны» получают более высокие рейтинги после того, как Стэн берет на себя командование и используют более жесткую тактику, является сатирой на новые тенденции в «Китовых войнах» и на склонность современного телевидения, всё больше использовать демонстрацию сцен насилия и жестокости для получения денег и увеличения зрительской аудитории.

## Культурные отсылки
Атомные бомбардировки Хиросимы и Нагасаки определены как причина японского китобойного промысла. Два японских города были разрушены при помощи атомного оружия во время заключительной стадии Второй мировой войны по приказу президента США Гарри Трумэна, при бомбардировках погибло около 220 000 человек. В «Китовых шлюхах», японцы получили снимок бомбардировщика B-29 Enola Gay, сбросившего атомную бомбу на Хиросиму. На снимке дельфин и кит пилотируют самолет, сбросивший атомную бомбу. Майами Долфинс, команда Национальной Футбольной Лиги, была убита вместе с реальным дельфинами китобоями в «Китовых шлюхах». Также в эпизоде, Стэн и экипаж MY Steve Irwin встречают рыболовецкое судно капитана Сига Хансена и его команду из реалити-шоу канала Discovery, «Смертельный улов». Сцена, где экипаж Пола Уотсона бросает «вонючее масло» в китобоев отсылает к практике Уотсона и его команды метать бомбы, начиненные вонючей масляной кислотой, кислотой, содержащаяся в прогорклом масле и сыре, в японские китобойные суда, в том числе плавучий завод, Nisshin Maru.
Обложка журнала Entertainment Weekly показана с заголовком «Мы все ещё вспоминаем Майкла Джексона», что является отсылкой на очень большое количество сообщений СМИ в связи с недавней смертью певца Майкла Джексона. Во время одной из сцен, Стэн отпугивает группу японских китобоев, раскрывая большую статую Годзиллы, знаменитого японского кинематографического монстра. Во время эпизода Кайл, Кенни и Картман исполняют песню Леди Гаги Poker Face на видеоигре Rock Band. 16 марта 2010 разработчик игры Rock Band компания Harmonix Music Systems выпустила эту версию песни (наряду с оригинальной версией) в качестве скачиваемого контента для игры.

## Отзывы
У создателей был отличный шанс объяснить практику китобойного промысла и его ужасы, но их изображение этого вопроса довольно слабое, и этому эпизоду не хватает нелицеприятного, поучительного морального/социального комментария, что было в Южном парке в предыдущих сезонах.
«Китовые шлюхи» получили в целом смешанные отзывы. Кен Такер из Entertainment Weekly описал тему сохранения китов и охраны окружающей среды, как «восхитительную для диких насмешек». Брайан Джекс из MTV похвалил то, что шоу акцентировано на сохранения китов, написав: «Показ нелицеприятно людей в Южном парке сделал больше для сохранения китов, чем пятнадцать реалити-шоу вместе взятых». Джош Моделл из The A.V. Club сказал, что эпизод был несмешной и издевался над реалити-шоу, которое «культурно незначительно», и не особенно хорошо известно. Моделл написал: «звезда шоу, Пол Уотсон, похоже, действительно достал Южный парк и его создателей Паркера и Стоуна […] Хорошо, но вы могли бы заставить меня смеяться несколько раз, пока вы били меня по голове информацией о парне, о котором я почти ничего не знал?».
Рэмси Ислер из IGN назвал «Китовые шлюхи» развлекательным эпизодом, но сказал, что серия могла бы обеспечить более значимую долю сатиры и не объяснила хорошо китобойный вопрос, особенно учитывая целевую аудиторию шоу, которая была, вероятно, незнакома с ним. Ислер похвалил некоторые отдельные шутки, на мотив вокруг японских нападений, и назвал исполнение Картманам песни «Poker Face» классикой Южного парка, но поворот с Enola Gay он назвал «глупым». Карлос Дельгадо из iF сказал, что Южный парк оступился и обложал с «Китовыми шлюхами». Дельгадо сказал, что многие шутки были случайными и «странными», в частности, сюжетный поворот с Enola Gay и атаки японских камикадзе.
Пол Уотсон сказал, что он не обиделся на его изображение в данной серии и был рад тому, что «Китовые шлюхи» донесли вопрос о бойне дельфинов и китов до широкой аудитории, а также роль японцев в их убийствах. Уотсон сказал: «Это сложная ситуация для нас. Мы должны помешать китобоям, и при этом должны оставаться в пределах границ закона в борьбе против незаконных операций китобоев. Если это делает нас слабаками, пусть так. Это лучше, чем быть убийцами, как нас изобразили». Уотсон сказал, что серия не смогла показать, насколько от его действий пострадали японские прибыли от охоты на китов, однако этот эпизод показал, насколько успешны «Китовые войны» и «Смертельный улов».
В феврале 2010 года «Китовые шлюхи» были номинированы на премию Genesis в номинации «Телевизионная комедия». Премия Genesis присуждается новостным и развлекательным СМИ за выдающиеся работы, которые вызывают общественное дисскуссию вокруг животных. «Китовые шлюхи» в конечном счете проиграли серии Гриффинов «Dog Gone».

## Релиз
Эпизод «Китовые шлюхи» наряду с тринадцатью другими эпизодами 13 сезона Южного парка был выпущен в наборах на трёх дисках DVD и двух дисках Blu-ray и поступили в продажу в Соединенных Штатах 16 марта 2010 года. Наборы включают краткие аудиокомментарии Паркера и Стоуна о каждой серии. Также в наборе присутствуют коллекция удалённых сцен и специальные мини-функция Inside Xbox: A Behind-the-Scenes Tour of South Park Studios.